# Exécution publique
Albums de ADX
Suprématie
(1987) Enregistrement promotionnel 2
(1990)
Exécution Publique est le premier album live du groupe de speed metal français ADX sorti en 1988.

## Liste des titres
| No | Titre                  | Durée |
| -- | ---------------------- | ----- |
| 1. | Mémoire de l'éternel   | 3:53  |
| 2. | Le jugement de Salem   | 3:58  |
| 3. | Brocéliande            | 6:40  |
| 4. | Caligula               | 5:22  |
| 5. | Les enfants de l'ombre | 3:58  |
| 6. | L'étranger             | 5:07  |
| 7. | L'ordre sacré          | 3:59  |
| 8. | Tourmente et passion   | 7:24  |

Paroles et musique : ADX.

## Composition du groupe
- Philippe "Phil" Grelaud - Chant.
- Hervé "Marquis" Tasson - Guitare.
- Pascal "Betov" Collobert - Guitare
- Frédéric "Deuch" Deuchilly - Basse.
- Didier "Dog" Bouchard - Batterie.